# Championnat d'Afrique masculin de volley-ball 2001
Navigation
Édition précédente Édition suivante
Le 13e championnat d'Afrique de volley-ball masculin s'est déroulé du 5 au 11 2001 à Port Harcourt, Nigeria. Il a mis aux prises cinq équipes. La Tunisie et l'Égypte ne participent pas à cause de la préparation du championnat du monde de volley-ball.

## Équipes engagées
- Afrique du Sud
- Cameroun
- Nigeria
- Soudan
- Maurice

## Classement final
| Place              | Équipe         |
| ------------------ | -------------- |
| Médaille d'or      | Cameroun       |
| Médaille d'argent  | Nigeria        |
| Médaille de bronze | Afrique du Sud |
| 4                  | Maurice        |
| 5                  | Soudan         |